# Pave Leo 10.
Pave Leo 10.  (født Giovanni de' Medici 11. december 1475, død 1. december 1521) fik efter tiltrædelsen som pave 9. marts 1513 sit pavenavn.
Leos politik gik ud på at fremme Mediciernes dynastiske interesser og holde Italien fri for stormagtsindflydelse. Ligesom de øvrige renæssancepaver støttede og bakkede han op om kunstnerverdenen. Han fik lavet mange monumenter og bygninger bl.a. Peterskirken.
Finansiering af byggerierne skete ved hjælp af afladshandel, og  det gav bl.a. stødet til at Martin Luther trådte frem i Tyskland med sine 95 teser i 1517. I 1520 udstedte Leo en bulle, som fordømte Luthers anskuelser. Luther brændte bullen, og derfor bandlyste Leo ham i 1521.
Leo havde intet ønske om at gennemføre kirkelige reformer, som Luther og mange andre ønskede, og derfor giver også romerskkatolske historikere Leo en væsentlig del af skylden for reformationen.